# Antíoco XII Dionísio
Antíoco Dionísio, cujo nome aparece nas moedas como Antíoco Epifânio Dionísio, e é chamado por historiadores modernos de Antíoco XII, foi um dos últimos reis da dinastia selêucida, reinando sobre algumas cidades da Síria.

## Família
As fontes antigas não dizem de quem ele era filho, mas ele era quase certamente filho de Antíoco VIII Gripo.
Antíoco VIII Gripo foi o pai de Seleuco VI Epifânio Nicátor, Antíoco XI Epifânio Filadelfo, Filipe I Filadelfo e Demétrio III Filopátor, e Antíoco XII Dionísio era irmão de Filipe I Filadelfo.

## Rei de Damasco
Após as lutas entre Demétrio III Filopátor e Filipe I Filadelfo, que terminaram com a captura de Demétrio pelos partas, Filipe capturou Antioquia e tornou-se rei da Síria.
Antíoco Dionísio, irmão de Filipe I Filadelfo, ambicionando o domínio, tomou o poder em Damasco e reinou nesta cidade. Quando Antíoco Dionísio foi lutar contra os árabes, Filipe retornou, e recebeu a cidade de Milésio. Milésio, assim que Filipe saiu de Damasco, entregou a cidade, de novo, para Antíoco Dionísio.
Antíoco Dionísio comandou uma expedição contra os judeus, atacando Alexandre com 8.000 soldados de infantaria e 800 de cavalaria; após haver passado pela Judeia, Antíoco Dionísio atacou Aretas, rei dos árabes, que inicialmente recuou, mas depois contra-atacou com 10.000 cavaleiros. Antíoco morreu nesta batalha.

## Consequências
Aretas, rei dos árabes, conquistou Damasco e a Celessíria. Em seguida, várias cidades da Síria passaram a ser controladas pelos judeus.